# Diritto dello spettacolo
Il diritto dello spettacolo è una branca dell'ordinamento italiano che comprende la normativa (cioè l'insieme di norme) posta a tutela del lavoratore dello spettacolo. Sono lavoratori dello spettacolo i lavoratori (artisti o tecnici) che contribuiscono alla creazione di un prodotto di carattere artistico o ricreativo destinato ad una pluralità di persone.
Il principale soggetto che si occupa dello studio e della ricerca giuridica in materia di spettacolo è costituito dalla Siedas, Società Italiana Esperti di Diritto delle Arti e dello Spettacolo.
La disciplina dei rapporti (contrattualistica) tra autori, produttori e lavoratori dello spettacolo costituisce uno degli aspetti più importanti del diritto dello spettacolo. 
La disciplina operativa/procedurale del diritto dello spettacolo è frammentaria e va ricostruita attraverso la legislazione in materia. 
Lo studio del diritto dello spettacolo come disciplina autonoma è molto recente: è stato introdotto in Italia a seguito della riforma in senso universitario di Accademie e Conservatori di Musica (legge 508/1999; D.M. applicativo 8 gennaio 2004, che istituisce lo studio del Diritto dello spettacolo nel corso accademico biennale di II livello).
Si possono distinguere due accezioni di diritto dello spettacolo:
a) il diritto dello spettacolo in senso stretto, che comprende tutta la normativa di tutela dell'attività del lavoratore dello spettacolo;
b) il diritto dello spettacolo in senso lato, che comprende, oltre alla normativa che tutela l'attività del lavoratore dello spettacolo, anche la normativa che tutela il risultato di tale attività (l'opera artistica).

## Il diritto dello spettacolo in senso stretto
Per quanto riguarda il diritto dello spettacolo inteso in senso stretto, esso interessa vari livelli di fonti. In primo luogo, i principi costituzionali; in secondo luogo i profili civilistici in materia di organizzazione e gestione di uno spettacolo e infine le norme che regolano il rapporto di lavoro nello spettacolo.

## Il diritto dello spettacolo in senso lato
Intendendo la locuzione "diritto dello spettacolo" in senso lato, essa ricomprende - oltre alla normativa sopra citata - anche le norme poste a tutela dell'opera artistica.
Possiamo dividere tali norme in due grandi settori:
1) norme poste a tutela dell'opera dell'autore (il cosiddetto diritto d'autore e l'Istituto preposto alla sua tutela, la SIAE);
2) norme poste a tutela dell'opera dell'artista interprete (il cosiddetto diritto dell'artista interprete e gli Istituti preposti alla sua tutela sono l'IMAIE e la R.A.S.I. www.reteartistispettacolo.it).
Questa parte della disciplina è tradizionalmente ricompresa nel diritto commerciale.
Completano il quadro le norme poste a tutela della libertà dell'arte (che riguardano sia l'attività che l'opera artistica), tradizionalmente studiate dal diritto costituzionale